# 谷口孝男
谷口 孝男（たにぐち たかお、1942年6月5日 - 2025年5月29日）は、日本の実業家、元アイシン・エイ・ダブリュ代表取締役社長。

## 経歴・人物
三重県出身。
1965年（昭和40年）、名古屋大学工学部卒業。同年、愛知工業（現アイシン）に入社。1969年（昭和44年）にアイシンワーナー（現アイシン）に転出し、2001年（平成13年）には同社代表取締役社長に就任。2008年（平成20年）からは顧問・技監に退いている。
また、アイシン・エイ・ダブリュの男子バスケットボールチームであるアイシン・エィ・ダブリュ アレイオンズ安城の名誉顧問も務めた。
2025年（令和7年）5月29日死去。82歳没。没後に正五位に叙された。

## 経歴
- 1965年（昭和40年） - 名古屋大学工学部卒業。
- 1965年（昭和40年） - 愛知工業（現アイシン）入社。
- 1969年（昭和44年） - アイシンワーナー（現アイシン）転出。
- 1987年（昭和62年） - 取締役に就任。
- 1991年（平成3年） - 常務取締役に就任。
- 1992年（平成4年） - 専務取締役に就任。
- 1993年（平成5年） - 副社長に就任。
- 2001年（平成13年） - 代表取締役社長に就任。
- 2008年（平成20年） - 顧問・技監に就任。
- 2015年（平成27年） - 旭日中綬章受章[6]。